# 売名行為

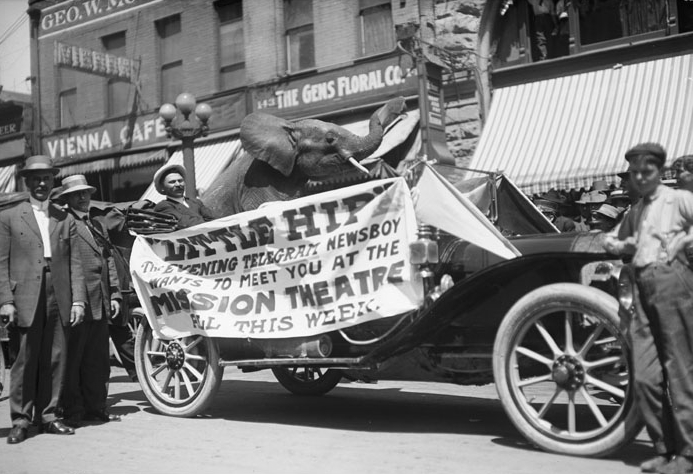
ソルトレイクシティでの売名行為、1910年：象の「リトルヒップ」、新聞と劇場の宣伝。

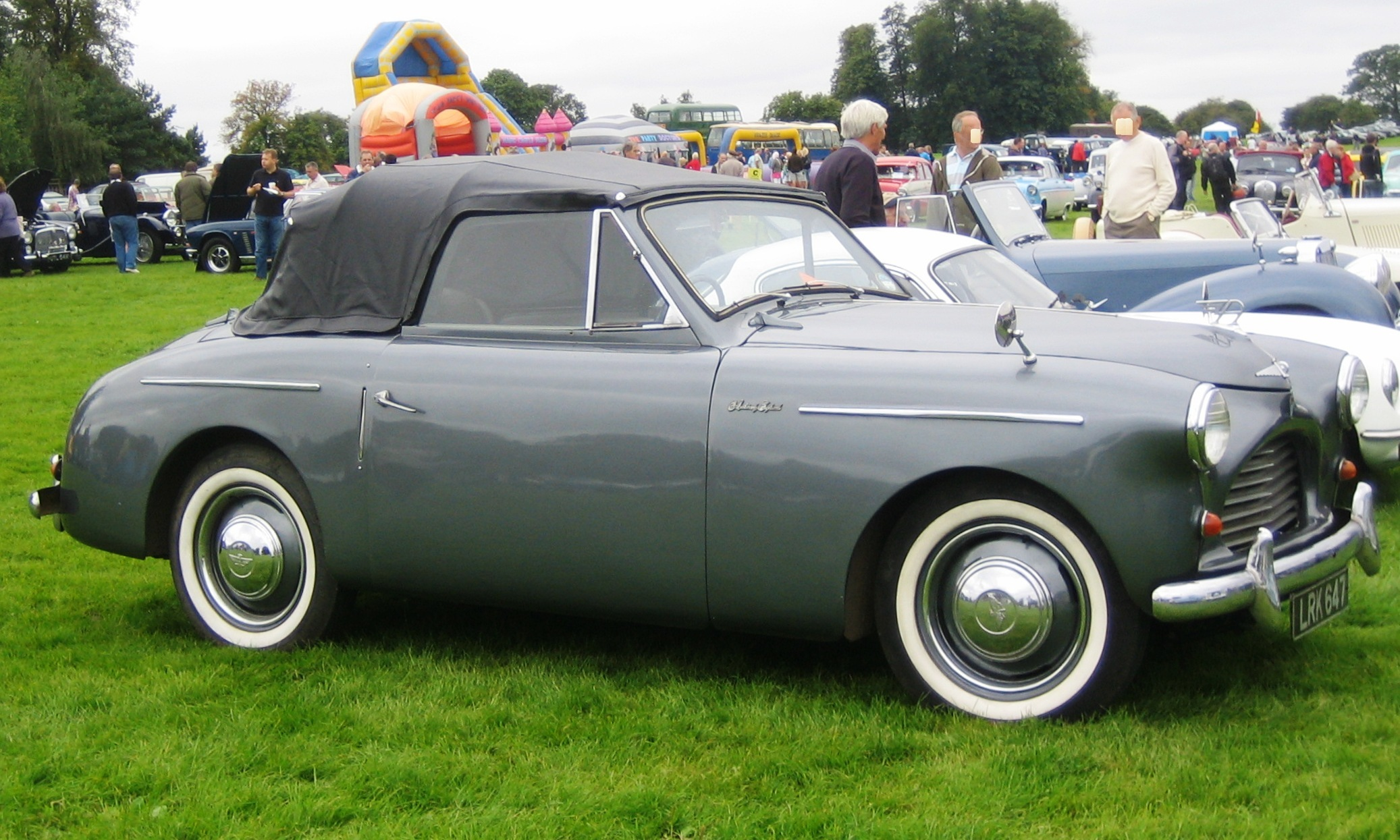
オースチンA40スポーツ、1951年頃。 A40スポーツを宣伝するために、オースティンの会長であるレナード・ロードは、会社の宣伝部門のアラン・ヘスに、車で30日で世界中を運転することはできないと賭けました。 1951年に、ヘスが搭乗したA40スポーツは21日間で世界一周偉業を達成した。しかし売名行為は、販売には最終的に影響を及ぼさなかった。

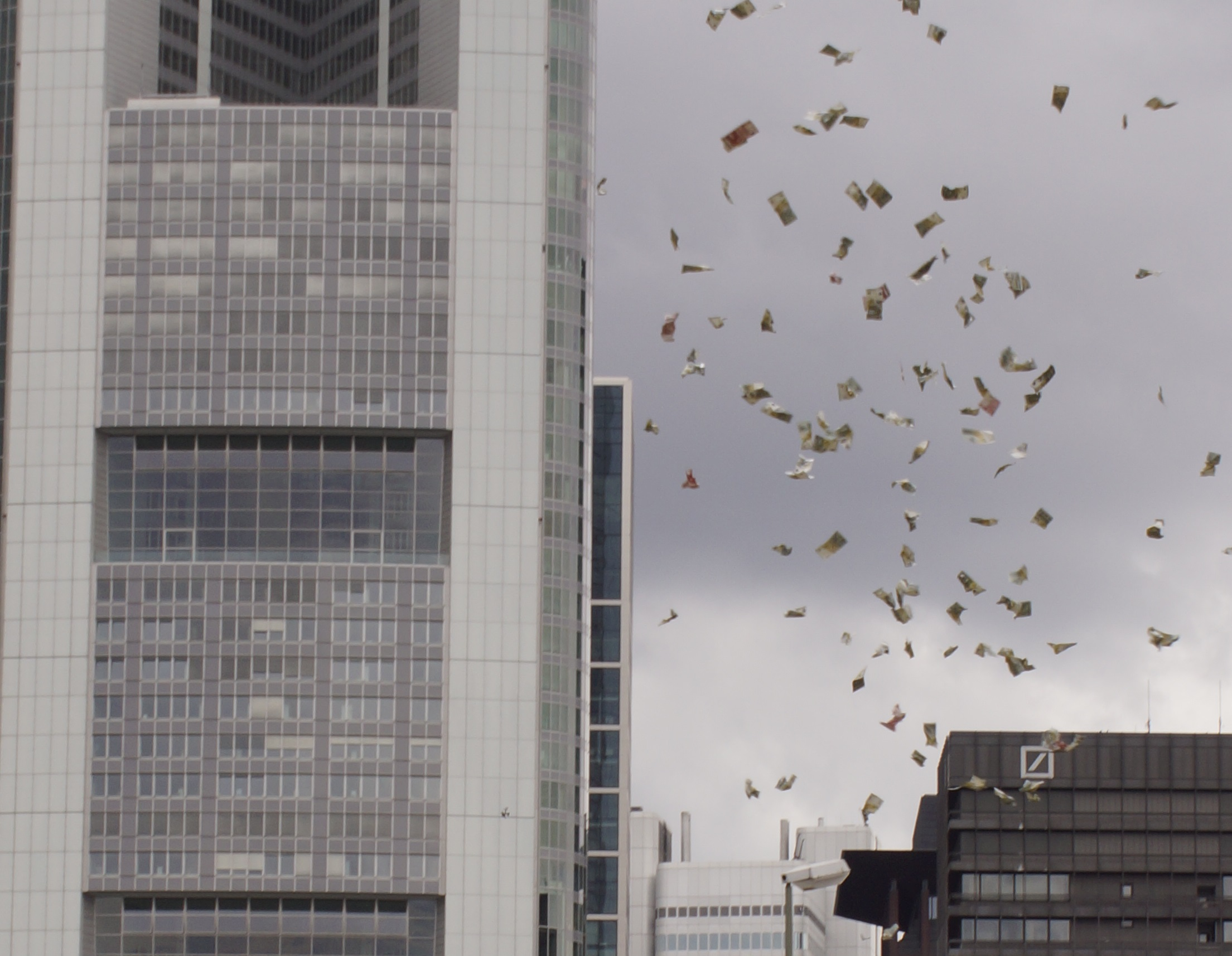
2013年、ドイツのいくつかの大都市で、Planet Earth Account Community Enterprise（PEACE）がイベントを開催し、気球を介して金銭を一般市民に配布した（2014年8月23日フランクフルト）

売名行為 (英: publicity stunt)は、マーケティングにおいては、イベントの主催者またはその目的に一般の人々の注意を引くように設計された計画されたイベントのことを指す。売名行為は専門的に組織することも、素人が思い付きで行うこともできる。 このようなイベントは、広告主や、芸能人、スポーツ選手、政治家などの有名人が頻繁に行っている。
組織は、メディアの報道を引き付ける報道価値のあるイベントを上演することによって、宣伝を行うことがある。画期的なもの、世界記録への挑戦、献身的な取り組み、記者会見、組織化された抗議などの形式が採られてきた。イベントの演出と管理を通して、組織はメディアで報道される内容をある程度制御しようとする。売名行為が成功すればニュース価値があり、写真、動画、音声などがメディアで報道される。 
組織が売名行為を通して特定のメッセージを強調することは難しい。たとえば、ピザ会社が世界最大のピザを焼くのは理解されるが、 YMCAが同じイベントを後援するのは理解されない。売名行為におけるポイントは、販売されているコンセプト、製品、またはサービスに対するニュースの関心と認識を生み出すことである。 